# Campbell River Indian Reserve 11
Campbell River Indian Reserve 11 är ett reservat i Kanada.   Det ligger i provinsen British Columbia, i den sydvästra delen av landet, 3 700 km väster om huvudstaden Ottawa.
I omgivningarna runt Campbell River Indian Reserve 11 växer i huvudsak blandskog. Runt Campbell River Indian Reserve 11 är det ganska tätbefolkat, med 192 invånare per kvadratkilometer.